# Tony Abbott
Anthony John "Tony" Abbott (n. 4 noiembrie 1957, Londra) este un om politic australian, membru al Partidului Liberal Australian, prim-ministru al Australiei din 2013 până în 2015.
Născut la Londra în 1957 ca fiu al unei mame australiene și a unui tată englez, Abbott s-a mutat cu părinții săi la Sydney în 1960.
A studiat la Universitatea din Sydney, unde a terminat licenta in economie si in drept, apoi, cu bursa Rhodes, a făcut liventa B.A. în filosofie, stiinte politice si economie la Queen's College, la Universitatea Oxford. Ulterior a terminat al doilea titlu. 
Abbott a practicat boxul, a fost în trecut seminarist catolic, ziarist, lider al Mișcării monarhiste australiene (contrar rivalului sau din partid, Malcolm Turnbull, care a condus Mișcarea Republicană), s-a înrolat în activități de voluntariat - pompier, salvamarist, și profesor în sate de aborigeni din interiorul țării.
În trecut a mai deținut funcțiile de ministru al muncii (2001-2003) și al sănătății (2003-2007). Înainte de a deveni prim ministru, Abbot a fost liderul opoziției și șeful fracțiunii parlamentare liberale, din 2009, când l-a înlocuit pe Malcolm Turnbull.
În cursul guvernării sale ca prim ministru popularitatea sa a scăzut fără încetare, și a crescut tot mai mult critica față de stilul său considerat autocratic și măsurile sale economice în interiorul partidului său.
S-au ridicat obiecțiuni față de proiectul său de buget, măsuri de introducere a unei plăți suplimentare la consultațiile medicale, o creștere anumită a prețului combustibulului, creșterea taxelor școlare. Una din primele măsuri luate de cabinetul său, și ea controversată, a fost reintroducerea acordării de titluri de noblețe. A adoptat o poziție considerată mai dură față de refugiații ilegali. 
A fost criticat pentru ca nu a avut grija sa negoieze cu Senatul legile bugetare, si ca a incalcat mai multe promisiuni electorale. La 9 februarie 2015 autoritatea sa ca lider al partidului a fost sfidată printr-un vot în cadrul fracțiunii parlamentare a partidului, la care a obținut 69 voturi pentru și 39 contra.
După ce Malcolm Turnbull, ministru al comunicațiilor și vechiul sau rival, a demisionat din guvern pentru a candida din nou la conducerea partidului, la 14 septembrie Abbott a fost înfrânt în confuntarea internă,  cu 44 voturi pentru sine, și 54 pentru Turnbull. 
Fiind nevoit să demisioneze, Abbott a cedat lui Turnbull  leadershipul partidului și președinția guvernului. 